# Friuli Latisana Sauvignon
Il Friuli Latisana Sauvignon è un vino DOC la cui produzione è consentita nella provincia di Udine.

## Caratteristiche organolettiche
- colore: paglierino chiaro.
- odore: secco, armonico.
- sapore: tipico.

## Produzione
Provincia, stagione, volume in ettolitri
- Udine  (1990/91)  122,51
- Udine  (1991/92)  121,45
- Udine  (1992/93)  138,6
- Udine  (1993/94)  119,7
- Udine  (1994/95)  120,05
- Udine  (1995/96)  250,95
- Udine  (1996/97)  390,46